# Virgen de Butarque
La Virgen de Butarque Coronada es una advocación mariana que se venera en la villa y municipio de Leganés (Comunidad de Madrid, España), de la cual es patrona y alcaldesa honoraria. Su festividad se celebra el 15 de agosto, día de la Asunción de la Santísima Virgen María. Fue coronada canónicamente en 2017.
Es venerada en la ermita de Nuestra Señora de Butarque del camposanto de la villa, donde reposa once meses al año, hasta el día de su festividad, en que la hermandad y los fieles la trasladan en procesión por el municipio hasta la iglesia de San Salvador de Leganés.
Es titular de la Antiquísima e Ilustre Asociación de la Asunción de Nuestra Señora de Butarque.

## Historia
La tradición dice que el 14 de agosto del año 1117, víspera del día de la Asunción, un molinero, apodado "el Cristiano", encontró entre unas zarzas cercanas al arroyo de Butarque, en Leganés, una imagen de la Virgen. Al acercarse esta le dijo: "Quiero un templo y un altar". El molinero se llevó a su casa la imagen de la Virgen y la colocó sobre una mesa para que fuera venerada por los vecinos. Al día siguiente, 15 de agosto, se lo contó al sacerdote de la iglesia parroquial de San Salvador y, junto con el consejo del pueblo, decidieron trasladar la imagen a esta iglesia. La imagen de la Virgen desapareció del templo y apareció de nuevo en la puerta del molino y cuando el molinero la encontró la imagen dijo: “Un templo y un altar para mí, hijo”. El molinero gritó estas mismas palabras y su hijo, sorprendido de aquello, salió de casa y se cayó en uno de los pozos poco profundos que había cerca del arroyo. El molinero pidió ayuda a la Virgen y su hijo salió del pozo milagrosamente sin que le hubiera pasado nada. En ese mismo lugar, los vecinos construyeron la ermita de Nuestra Señora de Butarque.
Juan de Austria, hijo natural de Carlos I de España, era gran devoto de esta Virgen, ya que pasó la mayoría de su infancia en Leganés, donde era conocido por el nombre de Jeromín. En 1571, siendo comandante en jefe de la Liga Santa contra el turco, Juan de Austria llevó la imagen de la Virgen consigo. Tras la victoria en la batalla de Lepanto, se le concedió el título de capitán general de los Ejércitos, que por primera vez se concedía a una Virgen. Con posterioridad, se concedió esta distinción a la Virgen del Pilar de Zaragoza y a la Virgen de Guadalupe de Extremadura.
El 30 de diciembre de 1969 la ermita sufrió un incendio, salvándose solamente los muros. La Virgen medieval se perdió y se hizo una imagen nueva. La ermita fue reconstruida.
El 20 de mayo de 2017, celebrando el Año Santo y conmemorando el IX Centenario de su Aparición, el obispo de la diócesis de Getafe, Joaquín María López de Andújar y Canovas del Castillo, la coronó canónicamente, con bula del papa Francisco.